# Antedon bifida
Comatule commune
Espèce
La comatule commune (Antedon bifida) est une comatule de la famille des Antedonidés.

## Description
Ce crinoïde possède 10 bras plumeux rouges (ou pourpres) et parfois tachés de blanc, munis de pinnules pourvus de cils collants avec lesquels il capture le plancton dont il se nourrit. Son corps (disque central) mesure rarement plus de 1 cm, et ses bras peuvent atteindre 15 cm.
La comatule s'accroche au substrat (hydraires, rochers ou algues) par des cirres mobiles en forme de griffes qui lui permettent de ramper (entre 20 et 35, exceptionnellement plus, constitués de 10 à 18 articles).

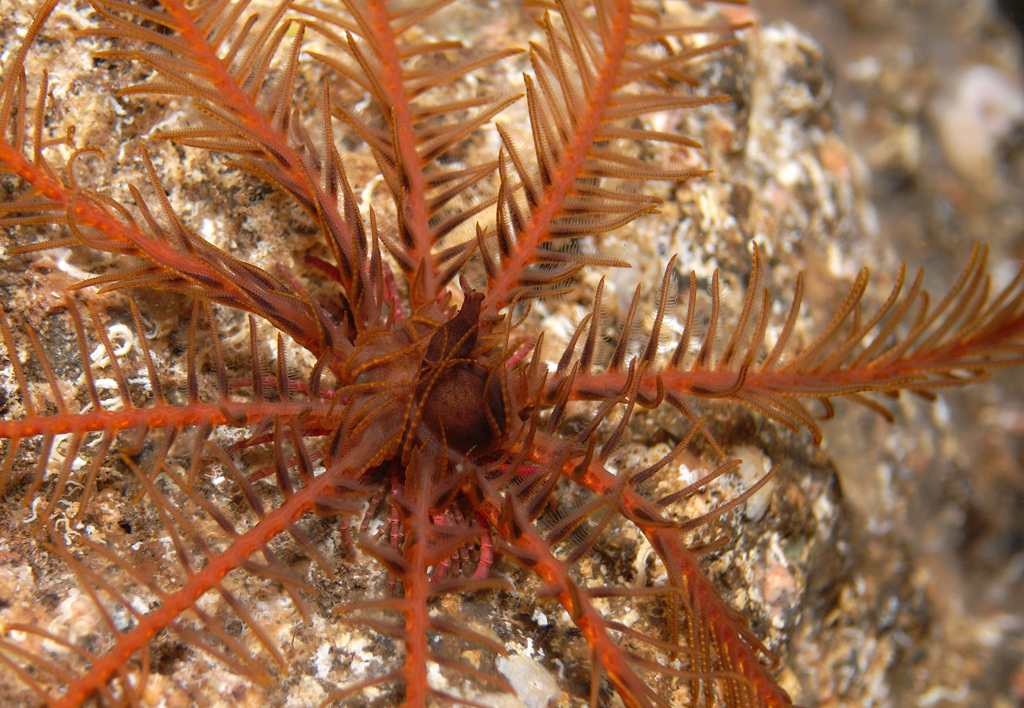

## Habitat
Antedon bifida se retrouve dans les eaux européenne, principalement en Atlantique depuis l'Écosse jusqu'au Portugal et jusqu'à 200 m de profondeur.
Dans la mer du Nord il se fait plus rare. En Méditerranée, l'espèce est absente et remplacée par Antedon mediterranea.

## Taxinomie
Cette espèce a été décrite en 1777 par Thomas Pennant.
Elle est synonyme de Antedon duebeni Böhlsche, 1866, Antedon gorgonia de Freminville, 1811 et Antedon maroccana A.H. Clark, 1910.

## Liste des sous-espèces
Selon World Register of Marine Species (23 janvier 2014) :
- sous-espèce Antedon bifida bifida (Pennant, 1777)
- sous-espèce Antedon bifida moroccana (AH Clark, 1914)